# 6 Gordon Street
Unter der Adresse 6 Gordon Street in der schottischen Stadt Glasgow befindet sich ein Geschäftsgebäude. 1966 wurde das Bauwerk in die schottischen Denkmallisten in der höchsten Denkmalkategorie A aufgenommen.

## Geschichte
Das Gebäude wurde zwischen 1854 und 1857 nach einem Entwurf des schottischen Architekten David Rhind für die Commercial Bank of Scotland, heute Teil der Royal Bank of Scotland, erbaut. Die Gesamtkosten beliefen sich auf 14.918 £. Für die skulpturale Ausgestaltung durch Alexander Handyside Ritchie wurden weitere 200 £ aufgewandt. Veränderungen im Jahre 1871 schlugen mit 2874 £ zu Buche; jene zwei Jahre später mit 500 £. Beide Arbeiten wurden von Rhind ausgeführt. 1886 wurde das Gebäude nach einem Entwurf von Sydney Mitchell erweitert. Nach zwei Modernisierungsmaßnahmen des Innenraums in den 1930er Jahren wurde das Gebäude zwischen 1948 und 1953 ein weiteres Mal überarbeitet.
In den 1850er Jahren wurde das Gebäude in drei architektonischen Fachpublikationen, darunter zwei der Royal Scottish Academy, thematisiert. 1905 und 1907 folgten weitere Erwähnungen.

## Beschreibung
Das drei- bis vierstöckige Gebäude steht an der Gordon Street zwischen der Buchanan Street und der West Nile Street nahe dem Bahnhof Glasgow Central im Zentrum Glasgows. Es ist im Stile der Neorenaissance ausgestaltet. Die südexponierte Frontfassade ist elf Achsen weit, die im Schema 3–5–3 angeordnet sind. Das Mauerwerk aus poliertem Stein ist im Bereich des Erdgeschosses mit strukturierter Rustizierung gestaltet. Oberhalb des Rundbogenportals mit reliefiertem Schlussstein verläuft ein Fries mit Zahnschnitt. Korinthische Säulen flankieren den Balkon im ersten Obergeschoss. Die durch Pilaster ornamentierten Fenster schließen mit einem Segmentbogengiebel mit reichhaltiger Ornamentierung durch Cherubimreliefe im Tympanon.
Oberhalb des zweiten Obergeschosses verläuft ein weiterer Fries mit Zahnschnitt und ein abschließendes, auf Konsolen gelagertes Kranzgesims. Entlang der äußeren Achsen verbirgt eine Balustrade das dahinterliegende Dach. Auf den zentralen Achsen ist das Gebäude hingegen vierstöckig. Eine Pseudokolonnade aus korinthischen Säulen gliedert die neun Rundbogenfenster mit Schlusssteinen in diesem Stockwerk. Darüber kragt ein weiteres Kranzgesims weit aus.
Im Innenraum findet sich eine zweistöckige Bankhalle, die Teils mit Marmor ausgestaltet ist. In den darüberliegenden Geschossen finden sich Büroräume.